# Diagramma ad occhio

Esempio di diagramma ad occhio

Il diagramma ad occhio è un metodo che permette di valutare la qualità di un segnale digitale attraverso una particolare visualizzazione del segnale ricevuto. Per poter visualizzare il diagramma si deve inserire su un canale il segnale che giunge dalla linea e si invia il clock di ricezione al trigger esterno per sincronizzare l'oscilloscopio con il flusso di bit in arrivo. Il diagramma ad occhio è quindi una rappresentazione visiva ottenuta dalla sovrapposizione delle forme d'onda associate ai simboli che arrivano al ricevitore.
Tramite il diagramma ne consegue che:
- un occhio "aperto" indica una buona qualità del segnale e quindi un rapporto segnale/rumore (SNR) elevato.
- un occhio "chiuso" indica un'insufficiente qualità del segnale ricevuto  e quindi un rapporto segnale/rumore (SNR) basso.